# Hadleigh Parkes
Hadleigh Wayne Parkes (Distrito de Rangitikei, 5 de octubre de 1987) es un jugador galés de rugby nacido en Nueva Zelanda, que se desempeña como centro y juega en los Scarlets del Pro14.

## Carrera
Debutó con Auckland en 2010 y a la edad de 22 años, debido a que priorizó sus estudios en la Universidad de Canterbury por sobre el rugby profesional. Jugó con ellos hasta 2014 y su buen desempeño durante sus dos primeras temporadas como profesional, le permitió atraer la atención de los equipos del Super Rugby.

### Super Rugby
Se unió a los Blues por un año. Esa temporada jugó con ellos trece partidos y marcó dos tries, por su parte el equipo no logró clasificar a la fase final, tras perder 12 de los 16 partidos.
La temporada 2013 la disputó con los Southern Kings de Sudáfrica. Parkes jugó siete partidos y no marcó puntos, mientras que el equipo terminó último en la tabla general.
Por el momento su última temporada en el torneo fue con los Hurricanes. Solo jugó seis partidos, pero aun así marcó un try y el equipo ganó ocho partidos, aunque no clasificó a la segunda fase por un punto.

### Scarlets
Tras finalizar la Mitre 10 Cup 2014 se marchó al Reino Unido para jugar en los Scarlets, uno de los cuatro equipos galeses profesionales y por pedido del entrenador Wayne Pivac, también neozelandés y que conocía a Parkes de Auckland. Actualmente es un titular indiscutido del equipo.

## Selección nacional
Tras tener tres años de residencia, se nacionalizó y aceptó jugar para Gales. Fue convocado por primera vez a los Dragones rojos en diciembre de 2017 para enfrentar a los Springboks como parte de los partidos de fin de año, participó del Torneo de las Seis Naciones 2018 y fue seleccionado nuevamente para la gira de junio de 2018. Hasta el momento lleva 7 partidos jugados y 15 puntos marcados, productos de tres tries.

## Palmarés
- Campeón del Pro12 2016-17.